# Nikki Rhodes
Nikki Rhodes (Simi Valley, California, 20 de enero de 1982) es una actriz pornográfica estadounidense. Comenzó en la industria en 2006, a los 24 años de edad, retirándose en 2015 con más de 220 películas protagonizadas. Rhodes se distingue por un tatuaje de estrellas en gris y negro que envuelve alrededor de su cadera izquierda.
Su primera película fue Rated T for Teens #5, con Mark Wood.

## Premios
- 2009 Premio AVN – Most Outrageous Sex Scene – Night of the Giving Head[4]